# Ringvägen (Saltsjöbanan)
Ringvägen  är en järnvägsstation på Saltsjöbanan vid Ringvägen i Nacka kommun.

## Historik
Stationen har funnits sedan 1895 och bestod då av en träperrong och en mindre väntkur. Perrongen blev längre 1898 och väntkuren flyttades då. Nuvarande väntkuren är från 1910. Stationen har två perronger. 2015 var den norra perrongen tillverkad helt i trä, medan den södra perrongens östra del består av betongsten och västra delen av trä. Stationen ligger 14,8 km från Slussen.

## Galleri

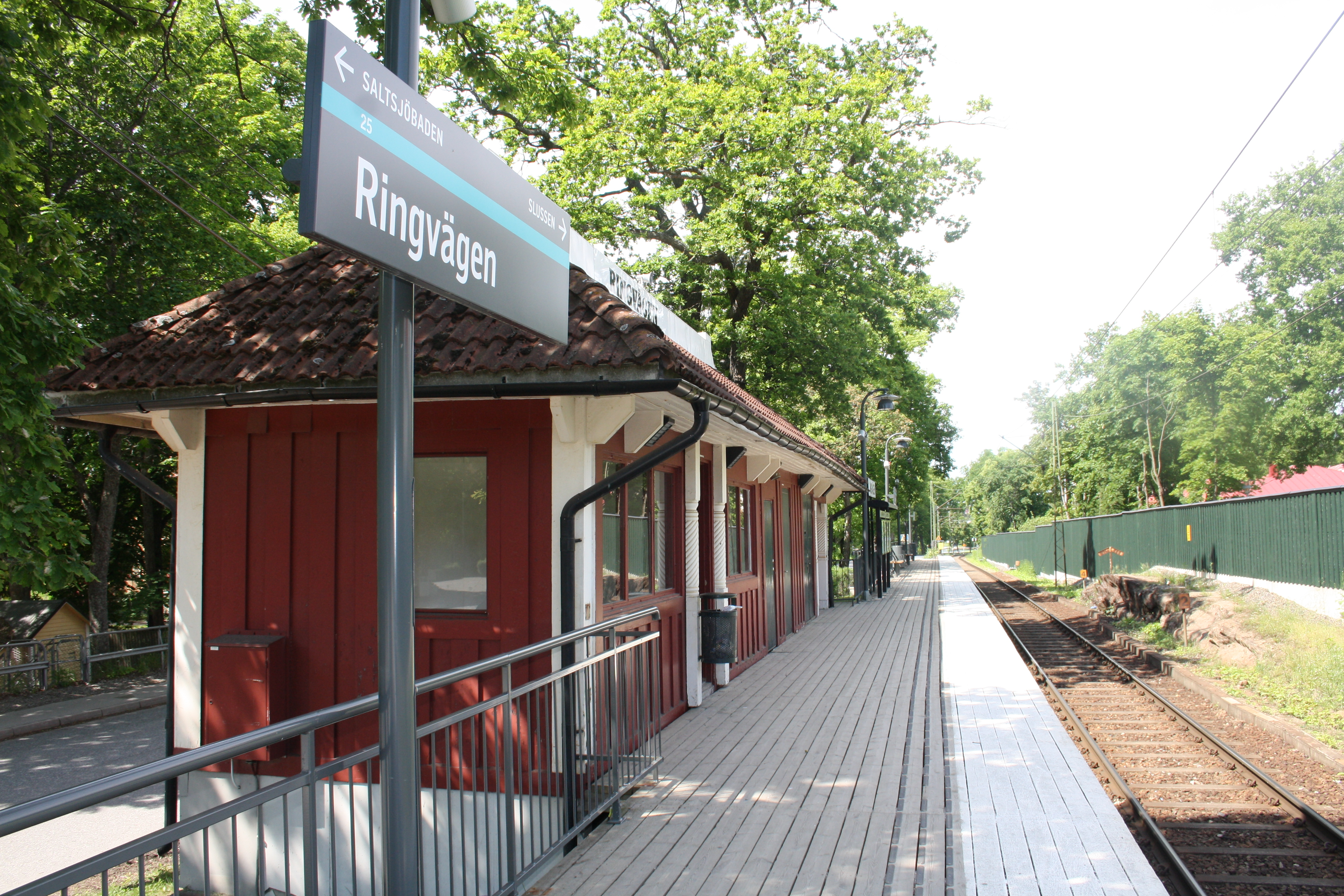
Perrongen
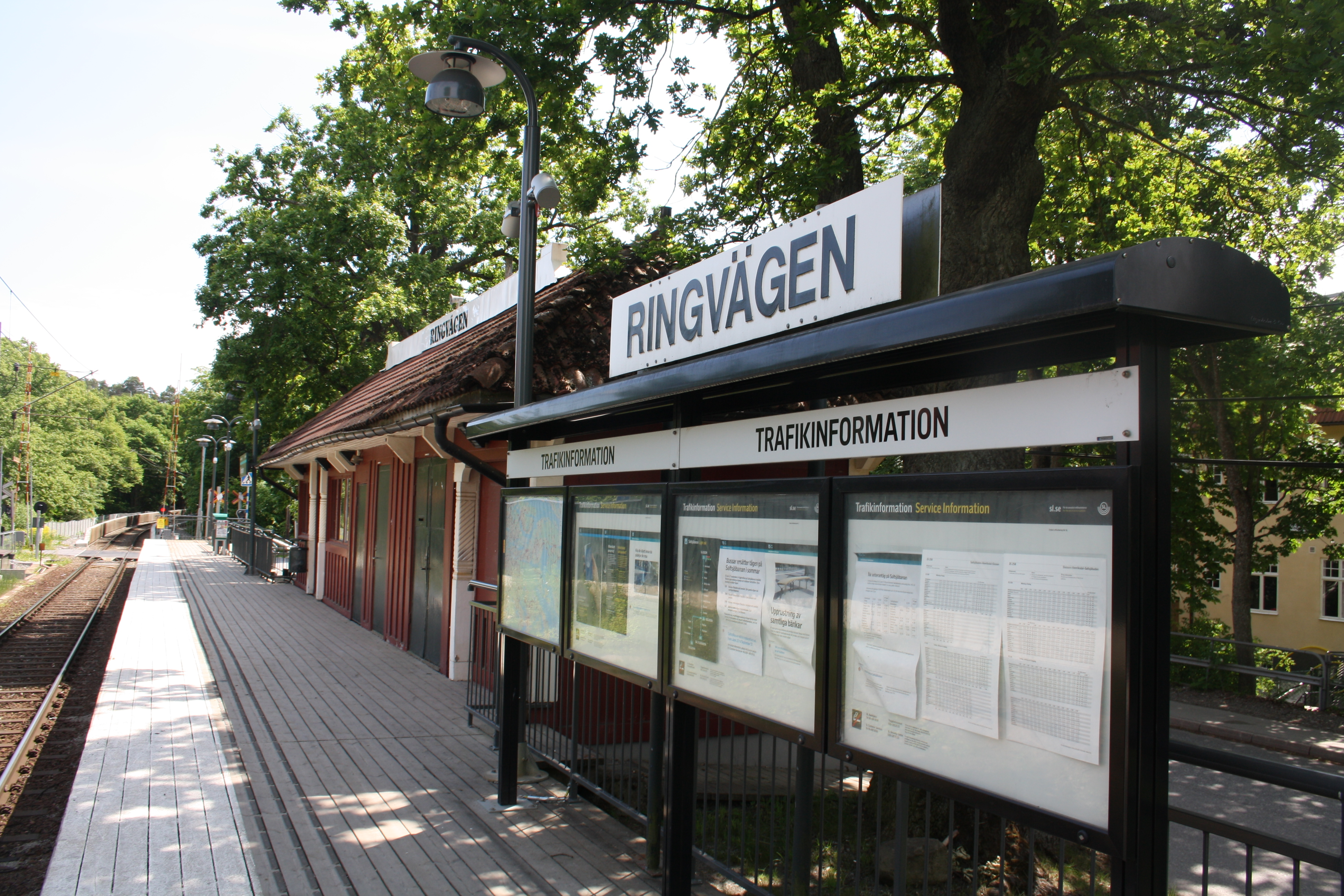
Perrongen
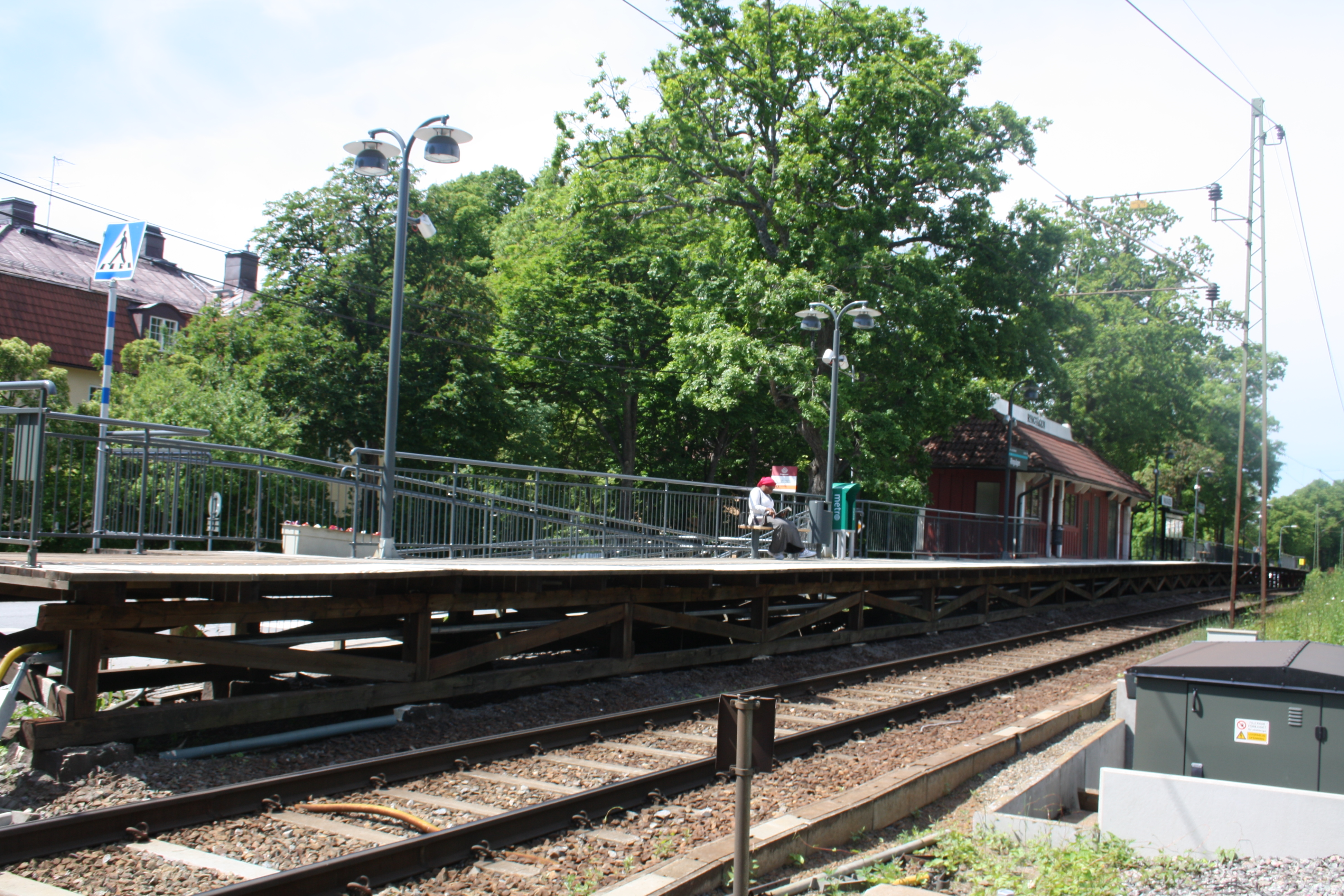
Stationen
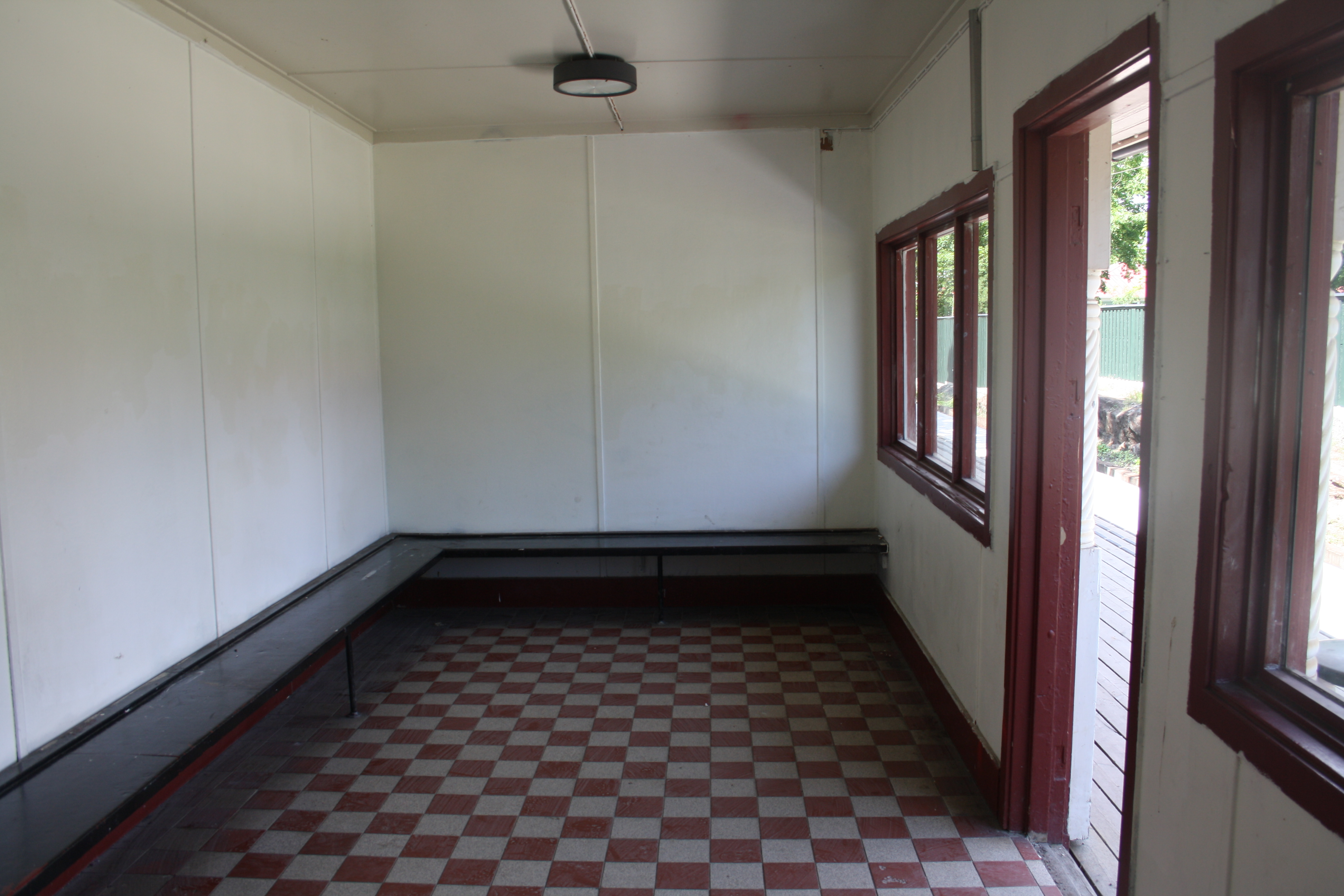
Väntkuren